# Anthony Joseph Bevilacqua

Kardinalswappen

Anthony Joseph Kardinal Bevilacqua (* 17. Juni 1923 in New York City, New York, USA; † 31. Januar 2012 in Wynnewood, Pennsylvania) war römisch-katholischer Erzbischof von Philadelphia.

## Leben
Anthony Joseph Bevilacqua entstammte einer italienischen Einwandererfamilie mit elf Kindern. Er besuchte eine kirchliche Schule in Brooklyn und gewann während dieser Zeit zahlreiche Preise und Auszeichnungen wegen herausragender Leistungen. 1943 trat er ins Priesterseminar von New York in Huntington ein und studierte dort Katholische Theologie und Philosophie. Im Jahre 1949 empfing er das Sakrament der Priesterweihe durch den Bischof von Brooklyn, Thomas Edmund Molloy. Von 1949 bis 1953 wirkte er als Vikar in zwei Gemeinden und als Lehrer an der Cathedral High School. Anschließend absolvierte er ein Aufbaustudium in Kanonischem Recht an der Päpstlichen Universität Gregoriana in Rom, das er 1956 mit einer summa cum laude bewerteten Promotion zum Dr. iur. can. abschloss. Danach arbeitete er beim Diözesangericht von Brooklyn und studierte gleichzeitig Politikwissenschaften an der Columbia University.
Vizekanzler der Diözese Brooklyn wurde er 1965, im Jahr 1971 gründete er das Katholische Büro für Auswanderer und Flüchtlinge. 1975 wurde Bevilacqua in Queens zusätzlich zum Doktor im Fachbereich Zivilrecht promoviert und erlangte die Anwaltslizenz für die Bundesstaaten New York und Pennsylvania sowie den Obersten Gerichtshof der Vereinigten Staaten. 1976 erhielt er die Ernennung zum Cancellarius Curiae des Bistums Brooklyn. Papst Paul VI. verlieh ihm im selben Jahr den Titel Ehrenprälat Seiner Heiligkeit. Von 1977 bis 1980 nahm er zusätzlich einen Lehrauftrag für Einwanderungsrecht an der St. John’s University wahr.
Am 4. Oktober 1980 wurde er von Papst Johannes Paul II. zum Titularbischof von Aquae Albae in Byzacena und zum Weihbischof im Bistum Brooklyn ernannt. Die Bischofsweihe spendete ihm der Bischof von Brooklyn, Francis J. Mugavero am 24. November 1980; Mitkonsekratoren waren John Joseph Snyder, Bischof von Saint Augustine, Florida, und Charles Richard Mulrooney, Weihbischof in Brooklyn.
Am 10. Oktober 1983 wurde ihm die Leitung des Bistums Pittsburgh übertragen, die Amtseinführung fand am 12. Dezember desselben Jahres statt. Am 8. Dezember 1987 wurde er von Papst Johannes Paul II. zum Erzbischof von Philadelphia ernannt und am 11. Februar des folgenden Jahres in das Amt eingeführt. Er reformierte die Administrationsstrukturen und legte ein besonderes Augenmerk auf eine vitale Kommunikation zwischen den Gemeindepfarrern und der Bistumsleitung. Er zeigte sich bei vielen Gelegenheiten in der Öffentlichkeit, um mit den Menschen ins Gespräch zu kommen. Besondere Verdienste erwarb er sich um den jüdisch-christlichen Dialog.
Seit 1991 gehörte er als Kardinalpriester mit der Titelkirche Santissimo Redentore e Sant’Alfonso in Via Merulana dem Kardinalskollegium an. Am 15. Juli 2003 nahm Johannes Paul II. sein aus Altersgründen vorgebrachtes Rücktrittsgesuch vom Amt des Erzbischofs von Philadelphia an. Bis zum Amtsantritt seines Nachfolgers, Justin Francis Rigali, am 7. Oktober desselben Jahres leitete Bevilacqua die Erzdiözese als Apostolischer Administrator.
Bevilacqua war Vorsitzender und Mitglied zahlreicher Ausschüsse und Komitees der US-amerikanischen Bischofskonferenz. 1988 wurde er Apostolischer Assessor von Legatus, einer internationalen Organisation von katholischen Führungskräften. 2000 wurde er zum  Vorsitzenden von The Papal Foundation gewählt, einer US-amerikanischen Stiftung zur Unterstützung des Heiligen Stuhls. Er war Ehrenvorsitzender und Mitglied des Verwaltungsrates der Franciscan Foundation for the Holy Land.
Am Konklave 2005 nach dem Tod von Papst Johannes Paul II. nahm er nicht teil, da er zu diesem Zeitpunkt das Alter von 80 Jahren bereits überschritten hatte.

## Ehrungen und Auszeichnungen
- Konstantinorden (1994)
- President’s Medal (2000; St. John’s University (New York))
- St. Thomas More Award for Outstanding Moral Leadership (2000; St. John’s University School of Law and Alumni Association)
- Honorary Degree Doctor of Humane Letters (2002; Gwynedd Mercy College, Pennsylvania)